# Brajčino
Brajčino (makedonska: Брајчино) är en ort i Nordmakedonien. Den ligger i kommunen Resen, i den sydvästra delen av landet, 120 kilometer söder om huvudstaden Skopje. Brajčino ligger 1 011 meter över havet och antalet invånare är 755.